# Asterostigma reticulatum
Asterostigma reticulatum är en kallaväxtart som beskrevs av Eduardo G. Gonçalves. Asterostigma reticulatum ingår i släktet Asterostigma och familjen kallaväxter. Inga underarter finns listade.